# Jarl Nyberg
Jarl Roland Nyberg född 23 december 1912 i Pajala, död 4 juli 1999 i Högsbo, Göteborg var en svensk handbollsmålvakt.

## Karriär
Jarl Nybergs spelade hela sin elitkarriär för Majornas IK. Första året han spelade är osäkert, men han kan ha spelat första säsongen 1931 när Majorna tog upp handboll i sitt program. Första stora framgången kom 1935 då han var med i Majornas lag som tog klubbens första SM-guld det året genom att besegra Stockholmsflottan med 10-9 i finalen. Fem år senare 1940 tog Jarl Nyberg hem sitt andra SM-guld med klubben. Jarl Nyberg var också med att vinna allsvenska serien 1938 och 1940. Efter säsongen 1941-42 slutade Jarl Nyberg spela handboll på elitnivå. Hans plats i Majornas inomhuslag hade då Bertil Huss lagt beslag på. Utomhus fortsatte hans karriär något år till.
Landslaget representerade Jarl Nyberg i 9 landskamper 1935-1942, som samtliga var utomhuslandskamper. Första landskampen 1935 i Magdeburg mot Tyskland. Tyskarna var överlägsna och vann med 21-3.  " I det svenska laget skötte sig målvakten Jarl Nyberg utmärkt, de många målen till trots." Så skrev Wolf Lyberg i  Boken om handboll.  Jarl Nyberg spelade sedan 6 landskamper VM-året 1938, därav 4 VM-matcher. Sverige förlorade  bronsmatchen mot Ungern så det blev ingen medalj för Jarl Nyberg i VM. Efter VM fick andra målvakter spela för Sverige 1939 - 1941. 1942 återkom Nyberg i landslaget kanske för att 1942 vann Majorna SM-guld med Jarl Nyberg som målvakt. Sista landskampen spelade Jarl Nyberg i Karlskrona mot Danmark 1942. Matchen vann Danmark med 12-10 efter 4-4 i halvtid. Sju av elva spelare var spelare från Majornas IK.

## Meriter
- 2 SM-guld inomhus med Majornas IK [5]
- 1 SM- guld utomhus med Majornas IK[6]

### Fotnoter
1. ↑  ”Jarl Roland Nyberg”. Svenska gravar. http://www.svenskagravar.se/gravsatt/66566555. Läst 14 oktober 2019.
2. ↑  Sveriges dödbok 1860-2017 Sveriges släktforskarförbund
3. ↑  Lyberg, Wolf (1953). ”Sveriges landskamper utomhus”. Boken om Handboll. sid. 162. Läst 14 oktober 2019
4. ↑   Boken om handboll. sid. 139
5. ↑   Boken om handboll. 1953. sid. 49 och 57
6. ↑   Boken om handboll. 1953. sid. 76